# ふたり道
『ふたり道』（ふたりみち）は、BS日本（BS日テレ）で制作・放送されているテレビ番組。

## 番組内容
自動車にまつわるルール・マナー・運転テクニックなどを題材としたミニ番組である。
「ふたり道」の番組名をそのままに、サブタイトル及び番組内容などが数度変更されている。
番組は公式ウェブサイトで常時公開されており、直近の本放送の他、過去の放送も視聴できる。ただし、第二期の芹那が出演の放送回については公開が終了している。
スバルの一社提供。

### ふたり道 〜助手席のオキテ〜
第一期。
放送期間は2012年10月4日 - 2013年3月25日。全52回。運転中などに起こりうる出来事をミニドラマ形式で取り上げる。
- 出演者
  - ストーリーテラー：高田延彦
  - ドラマ出演者：高野浩幸、上村依子、才勝、小島友実、辰巳直人、米田弥央、藤村一成、宇井愛美、春名風花（第38話：お預かり篇）、シモネ（第46話：外国人篇）
  - ナレーター：安井邦彦

### ふたり道 〜㊙テクニックが学べる不思議な教習所〜
第二期。
放送期間は2013年4月4日 - 2013年9月27日。全52回。「免許を持っている人しか通うことのできない」という架空の自動車教習所で、車に関するありがちな悩みを抱えた生徒と教官のやり取りという形で知っておくと便利な運転に役立つ知識やテクニックを学ぶ。
- 出演者
  - 教習所理事長：高田延彦
  - 教官：川平慈英（安心教官）、芹那（愉しさ教官）
  - 生徒：辰巳直人、高野浩幸、上村依子、宇井愛美、チャンカワイ（Wエンジン）、松原汐織、長友光弘（響）（ミツコとして出演）、鈴木あや、杉山裕之（我が家）、米田弥央、上田浩二郎（Hi-Hi）
  - ナレーター：安井邦彦

### ふたり道 〜ちょっと役立つ不思議な教習所〜
第三期。
放送期間は2013年10月3日 - 2014年3月28日。全52回。放送内容は第二期と同様だが、出演者の一部に変更がある。
- 出演者[1]
  - 教習所理事長：高田延彦
  - 教官：川平慈英（安心教官）、小野真弓、大島麻衣、江上敬子（ニッチェ）（以上愉しさ教官）、辰巳直人（第46話：臨時教官）
  - 生徒：小原春香、スピードワゴン（井戸田潤・小沢一敬）、白鳥久美子（たんぽぽ）、ラブリ、宇井愛美、与座よしあき、ユージ、山根千佳
  - ナレーター：安井邦彦

## スタッフ
- 構成：栗坂祐輝
- CAM：金子徹
- VE：小笹直樹
- メイク：小林成江
- 編集：森田智之
- ディレクター：高橋慎耶、田村秋男
- 演出補：林裕也、西垣力、横山友彦、萩村直應、吉井美月
- 演出：山本雅一
- ラインプロデューサー：山口剛、岡部裕人、鈴置晋也、加藤寛康
- プロデューサー：渡辺裕子、田中寿、小野史之、青木慶一、河本公泰、菅野朝工、畑野浩二、小杉隆史